# Эвертон, Клайв
Клайв Э́вертон (англ. Clive Everton; 7 сентября 1937, Уэльс — 27 сентября 2024) — английский бывший профессиональный игрок в снукер и английский бильярд; журналист, писатель и снукерный комментатор на канале BBC.
Член Зала славы снукера с 2017 года. В июне 2019 года награждён орденом Британской империи (MBE) в честь Дня рождения королевы.
Клайв начал свою карьеру комментатора на радио, затем продолжил на телевидении. Первым телерепортажем Эвертона был чемпионат мира 1978 года. С тех пор он регулярно комментирует чемпионаты мира на канале BBC; также он освещает матчи снукерной Премьер-лиги на британском Sky Sports.

## Биография и карьера
Клайв был талантливым игроком прежде всего в английский бильярд — в 1975 и 1977 годах он достигал полуфинала чемпионатов мира. Он занимал девятое место в мировом рейтинге, но позже, из-за проблем со спиной, вынужден был временно прекратить заниматься бильярдом на таком высоком уровне. Тем не менее, он получил статус профессионала (причём в обоих видах бильярда) в 1981 году.
В отличие от снукера, английский бильярд никогда не приносил ощутимых доходов игрокам. Поэтому Эвертон, кроме карьеры профессионального бильярдиста, стал журналистом и начал писать про футбол, регби и теннис в различные британские газеты. Также он написал множество обучающих книг по снукеру и стал автором известного журнала «Snooker Scene». До этого, ещё в юном возрасте, Клайв играл в теннис и даже выигрывал у будущего первого номера мирового рейтинга по сквошу Джоны Баррингтона.
Более всего Клайв Эвертон стал известен всё же как комментатор снукера на канале BBC Sport. В 1980-е, наряду с Тедом Лоу и Джеком Карнемом он был одним из трёх, возможно, лучших комментаторов этой игры. А в 1990-х, после ухода Лоу, Клайв и вовсе стал для многих зрителей «голосом снукера».
Стиль комментирования Эвертона всегда был более «сухим» и «формальным» в сравнении с Лоу и Карнемом, которые использовали более неофициальный и диалоговый подход к игре. Его аналитический склад ума, объединённый с любовью к игре и долгому, всестороннему исследованию снукера, дал ему глубокое знание игры и способность рассказать много фактов и статистики о том или ином матче. Кроме того, Эвертон всегда называл игроков по фамилии.
Не обошлось в комментаторской карьере Клайва и без курьёзов: однажды, работая в паре с Деннисом Тейлором, он упал со стула прямо во время репортажа. И Тейлор, и Эвертон из-за смеха не могли продолжать комментировать в течение некоторого времени. А во время финала чемпионата мира по снукеру 2007 года Хейзел Ирвайн, комментатор последней сессии того матча, сообщил, что Клайв не смог прибыть на работу из-за того, что вывихнул бедро. После этого случая Стив Дэвис пошутил, что это произошло из-за любви Эвертона к скейтборду. Сам Клайв пояснил, что вывихнул бедро, выходя из душа.
В сентябре 2007 он издал автобиографию и историю снукера.
В 2008-м, во время чемпионата мира, Эвертон, комментируя психологические проблемы Ронни О’Салливана, сказал, что «сам в своё время страдал от депрессии».
В 2009 появились сведения о том, что роль Клайва в комментировании снукера на BBC сильно упала. Он не освещал Мастерс, а на чемпионате мира комментировал только матчи начальных стадий. Причины были разные: возраст Клайва, его старомодный стиль комментирования и малоизвестность как игрока в сравнении с другими комментаторами BBC. Сам Эвертон заявил, что ему больно слышать такое, поскольку эти причины представляются ему непостижимыми.
В сезоне 2009/10 Клайву стало отводиться ещё меньше времени на BBC. Он комментировал лишь два матча Гран-при, но, как ожидалось, Эвертон будет освещать намного больше матчей во время чемпионата Великобритании. Как бы то ни было, он продолжает комментировать матчи Премьер-лиги на канале Sky Sports, а в октябре 2009 Клайв был комментатором турнира World Series of Snooker на канале Eurosport 1.
27 сентября 2024 года было опубликовано сообщение о том, что Эвертон умер в возрасте 87 лет.